# David Vaughn III
David Vaughn III (Tulsa, Oklahoma; 23 de marzo de 1973) es un exjugador de baloncesto estadounidense que jugó durante 4 temporadas en la NBA y posteriormente desarrolló su carrera profesional en Europa. Con 2,06 metros de estatura, jugaba en la posición de ala-pívot.

## Trayectoria deportiva

### Universidad
Vaughn jugó al baloncesto en la Universidad de Memphis con los Tigers durante 4 temporadas. Allí promedió 14,2 puntos y 9,8 rebotes en los 92 partidos que disputó. Su mejor temporada en Memphis fue la tercera, en la que destacó con 16,6 puntos y 12 rebotes.

### Profesional
Vaughn fue seleccionado en la 25.ª posición del Draft de la NBA de 1995 por Orlando Magic, donde militó en sus dos primeras temporadas como profesional. En esos dos años no pasó de los 35 partidos por temporada, promediando 1,9 y 2,3 puntos por encuentro respectivamente. Antes de que comenzara la temporada 1997-98 fue traspasado junto con Brian Shaw a Golden State Warriors a cambio de Mark Price. Esa misma temporada pasó por dos equipos más; Chicago Bulls y New Jersey Nets. En los Nets jugó 10 partidos en la siguiente temporada antes de poner fin a su carrera en la NBA.
Tras dejar Estados Unidos se marchó a jugar a Grecia, al Near East Kesariani Athina en dos etapas y al Olympia Larissa BC. En 2000 fue jugador del Cantabria Lobos de la Liga ACB, donde en 16 partidos promedió 9.4 puntos y 9.1 rebotes, y dos años más tarde fichó por el Viola Reggio Calabria de Italia. El Al Ittihad Alepo sirio fue su último equipo en 2003.

## Estadísticas de su carrera en la NBA

### Temporada regular
| Temporada | Edad | Equipo                | Liga | P   | TIT | MIN  | TC  | TCA | %TC   | 3P  | 3PA | %3P  | TL  | TLA | %TL  | R.OF. | R.DEF. | REB | ASIS | ROB | TAP | PER | FP  | PTS |
| 1995-96   | 22   | Orlando Magic         | NBA  | 33  | 0   | 8.1  | 0.8 | 2.4 | .338  | 0.0 | 0.0 | .000 | 0.3 | 0.5 | .556 | 1.0   | 1.4    | 2.4 | 0.2  | 0.2 | 0.5 | 0.5 | 2.1 | 1.9 |
| 1996-97   | 23   | Orlando Magic         | NBA  | 35  | 6   | 8.5  | 0.9 | 2.1 | .431  | 0.0 | 0.0 |      | 0.5 | 0.9 | .633 | 1.0   | 1.7    | 2.7 | 0.2  | 0.2 | 0.4 | 0.8 | 1.2 | 2.3 |
| 1997-98   | 24   | TOTAL                 | NBA  | 40  | 2   | 12.2 | 1.7 | 3.7 | .446  | 0.0 | 0.0 | .000 | 0.8 | 1.2 | .638 | 1.3   | 2.5    | 3.8 | 0.5  | 0.4 | 0.3 | 1.0 | 2.1 | 4.1 |
| 1997-98   | 24   | Golden State Warriors | NBA  | 22  | 0   | 14.6 | 2.1 | 5.2 | .404  | 0.0 | 0.0 | .000 | 1.0 | 1.5 | .647 | 1.5   | 3.1    | 4.6 | 0.8  | 0.5 | 0.3 | 1.4 | 2.2 | 5.2 |
| 1997-98   | 24   | Chicago Bulls         | NBA  | 3   | 0   | 2.0  | 0.3 | 0.3 | 1.000 | 0.0 | 0.0 |      | 0.7 | 1.3 | .500 | 0.0   | 0.3    | 0.3 | 0.0  | 0.0 | 0.0 | 0.0 | 0.3 | 1.3 |
| 1997-98   | 24   | New Jersey Nets       | NBA  | 15  | 2   | 10.7 | 1.3 | 2.2 | .576  | 0.0 | 0.0 |      | 0.4 | 0.6 | .667 | 1.3   | 2.0    | 3.3 | 0.1  | 0.3 | 0.3 | 0.6 | 2.3 | 2.9 |
| 1998-99   | 25   | New Jersey Nets       | NBA  | 10  | 0   | 10.3 | 1.3 | 2.4 | .542  | 0.0 | 0.0 |      | 0.8 | 1.0 | .800 | 1.3   | 2.1    | 3.4 | 0.1  | 0.2 | 0.8 | 1.1 | 2.2 | 3.4 |
| Carrera   |      |                       | NBA  | 118 | 8   | 9.8  | 1.2 | 2.7 | .423  | 0.0 | 0.0 | .000 | 0.6 | 0.9 | .638 | 1.1   | 1.9    | 3.1 | 0.3  | 0.3 | 0.4 | 0.8 | 1.8 | 2.9 |

### Playoffs
| Temporada | Edad | Equipo          | Liga | P | MIN | TCA | TC | 3PA | 3P | TLA | TL | R.OF. | REB | ASIS | ROB | TAP | PER | FP | PTS | %TC | %3P | %FT | MIN | PTS | REB | AST |
| 1997-98   | 24   | New Jersey Nets | NBA  | 1 | 1   | 0   | 0  | 0   | 0  | 0   | 0  | 0     | 0   | 0    | 0   | 1   | 0   | 0  | 0   |     |     |     | 1.0 | 0.0 | 0.0 | 0.0 |
| Carrera   |      |                 | NBA  | 1 | 1   | 0   | 0  | 0   | 0  | 0   | 0  | 0     | 0   | 0    | 0   | 1   | 0   | 0  | 0   |     |     |     | 1.0 | 0.0 | 0.0 | 0.0 |